# Mário Gentil Silva
Mario Gentil Silva (Braga, 1 de enero de 1993) es un deportista portugués que compitió en taekwondo. Ganó dos medallas de bronce en el Campeonato Europeo de Taekwondo, en los años 2012 y 2014.

## Palmarés internacional
| Campeonato Europeo | Campeonato Europeo       | Campeonato Europeo | Campeonato Europeo |
| Año                | Lugar                    | Medalla            | Categoría          |
| ------------------ | ------------------------ | ------------------ | ------------------ |
| 2012               | Mánchester (Reino Unido) | Medalla de bronce  | –63 kg             |
| 2014               | Bakú (Azerbaiyán)        | Medalla de bronce  | –63 kg             |